# Tylparua insularis
Tylparua insularis är en tvåvingeart som först beskrevs av Grimshaw 1901.  Tylparua insularis ingår i släktet Tylparua och familjen platthornsmyggor. Inga underarter finns listade i Catalogue of Life.